# 아지로정
아지로정(網代町)은 시즈오카현 다가타군에 설치되었던 정이다. 현재의 아타미시에 해당한다.